# Domenico Dolce
Domenico Mario Assunto Dolce (Polizzi Generosa, 13 september 1958) is een Italiaans modeontwerper. In 1989 heeft hij samen met Stefano Gabbana het modemerk Dolce & Gabbana opgericht.
Dolce en Gabbana hebben een eigen kledinghuis in Milaan. Tegenwoordig zijn ze gescheiden van elkaar en hebben ze allebei een eigen privé-huis, maar op zakelijk gebied werken ze nog steeds samen.
In juni 2013 zijn Dolce en zijn voormalige (zaken)partner Gabbana veroordeeld tot 20 maanden gevangenisstraf wegens belastingontduiking. Het Italiaanse gerechtshof acht bewezen te zijn dat het duo voor rond de 1 miljard euro aan belasting heeft ontdoken.
Dolce en Gabbana vormden sinds 1999 een koppel en gingen in 2003 uit elkaar.
- Bibsys: 14069307
- Gemeinsame Normdatei: 1146230532
- International Standard Name Identifier: 0000 0003 7323 4468
- Library of Congress Control Number: n97003864
- Nationale Bibliotheek van Letland: 000169638
- National Gallery of Victoria: 11268
- Nationale Bibliotheek van Israël: 987007402829105171
- Nederlandse Thesaurus van Auteursnamen: 165728809
- RKD-Nederlands Instituut voor Kunstgeschiedenis: 268490
- Istituto Centrale per il Catalogo Unico: LO1V386300
- Système universitaire de documentation: 158190114
- Union List of Artist Names: 500293254
- Virtual International Authority File: 31272717
- WorldCat: E39PBJkp9MVdW8kgpyQ4cbTGpP